# Musée d'archéologie nationale
Musée d’Archéologie nationale (MAN), tidigare Musée des Antiquités nationales, är Frankrikes motsvarighet till Statens historiska museum. Det är också i likhet med Statens historiska museum ett ansvarsmuseum. Detta innefattar även ansvaret för Frankrikes runinskrifter inom ramen för Institut runologique de France, motsvarigheten till Runverket vid Riksantikvarieämbetet. Museet har i snitt 100.000 besökare per år. Dess nuvarande direktör är Patrick Périn.

## Byggnaden

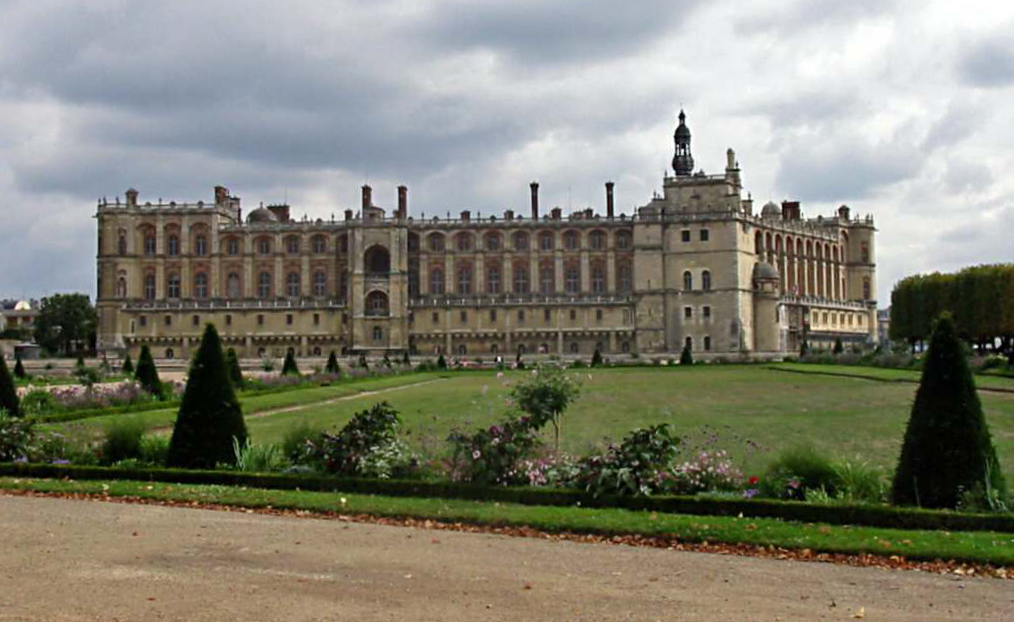
Slottet i Saint-Germain-en-Laye.

Byggnaden är slottet i Saint-Germain-en-Laye. Det påbörjades 1124. Under 1500-talet expanderades slottets yta betydligt. Solkungen Ludvig XIV föddes på slottet år 1638. Han bodde återigen på slottet 1660-1682. Senare kom de landsflyktiga medlemmarna av huset Stuart att bo där fram till 1793. Jakob II av England avled i byggnaden 1701 och begravdes i kyrkan mittemot. Efter franska revolutionen förföll slottet i många år. Museet grundades av Napoleon III år 1862 med British Museum som förebild. Renoveringsarkiteketen var Viollet-le-Duc. De första visningssalarna invigdes 1867. Under den tyska ockupationen 1940-1944 användes slottet som stabsbyggnad för fältmarskalken Gerd von Rundstedt.  En bunker finns kvar från denna tid. Slottet klarade sig från skador trots att strider ägde rum i slottsparken vid befrielsen 1944. Under André Malraux tid som kulturminister genomgick slottet omfattande renoveringar 1962. Ytterligare renoveringerar inleddes 2001-2003.

## Samlingarna
Samlingarna innehåller miljontals föremål, främst från paleolitikum, bronsålder och förromersk järnålder. Endast omkring 30 000 föremål är utställda. Ett av de viktigaste föremålen i samlingarna är den paleolitiska skulpturen från Brassempouy. Det finns två viktiga donerade privatsamlingar: Collection Caranda och Collection de Baye med betydande merovingertida fynd från Aisne och Marne. Bland klenoderna från merovingertid kan nämnas futharken på Charnayspännet  och de rika gravfynden från Chaouilley, Lavoye och Saint-Denis. Tre svenska arkeologer har varit verksamma med att bearbeta samlingarna: Olov Janse (1892-1985) åren 1920-1930, Hanna Rydh (1891-1964) år 1924, samt Svante Fischer sedan 2006.

## Biblioteket
Biblioteket är beläget på innergårdens bottenplan bredvid slottskapellet. Biblioteket är delvis öppet för allmänheten. Det är ett av Frankrikes största arkeologiska bibliotek med över 35.000 tillgängliga böcker.

## Slottsparken
Slottsparken som är mycket omfattande ligger på en högplatå med utsikt över Seine.  Vid klart väder ser man ända till Marne-la-Vallée på andra sidan Paris. I samband med befrielsen från den tyska ockupationen i augusti 1944 ägde omfattande strider rum i slottsparken varvid en tysk Pantherstridsvagn slogs ut av amerikanska trupper från 79th Armored Division nära grindarna.

## Vallgraven
Vallgraven kring slottet har aldrig varit vattenfylld.  Istället användes den en tid som extern museisamling för fasta fornlämningar. Det finns ett flertal rekonstruerade gånggrifter från mesolitikum som installerades under slutet 1800-talet. Dessutom finns en avgjutning av basen på den romerska Trajanuskolonnen monterad på en träcylinder nere i graven. Motsvarande gjutformar förvaras på Nationalmuseum i Stockholm. Vallgraven är sedan länge är otillgänglig för allmänheten.

## Museidirektörer
- Alexandre Bertrand, 1867–1902
- Salomon Reinach, 1902–1932
- Raymond Lantier, 1932–1956
- René Joffroy, 1964–1984
- Henri Delporte, 1984–1987
- Patrick Périn, februari 1996–2012[3]
- Hilaire Multon, maj 2012–1 december 2020[4]
- Rose-Marie Mousseaux, 1 mars 2021–[2]

Denna lista hämtas från Wikidata. Informationen kan ändras där.